# La frontiera scomparsa
(Luis Sepúlveda, La frontiera scomparsa)
La frontiera scomparsa è una raccolta di racconti autobiografici di Luis Sepúlveda.

## Racconti
- "Un viaggio da nessuna parte": Narra degli insegnamenti impartiti dal nonno al bambino, dei suoi due anni e mezzo di prigionia in un carcere del Chile, dove subirà torture fisiche da parte dei militari e dei rapporti di amicizia che stringe all'interno del carcere.
- "Ciao, vecchio": Inizia con il padre che lo saluta all'aeroporto senza che possa vederlo e prosegue con il racconto di un viaggio in treno di 1000 km e con un forte abbraccio finale.
- "L'emblema di Juanjo": Buffa storia sui giovani comunisti e le mutande gialle del colera.
- "La frontiera scomparsa"
- "Machala"
- "Il governatore Don Pedro de Sarmiento y Figueroa"
- "Martos"

## Edizioni
- Luis Sepúlveda, La frontiera scomparsa, traduzione di Ilide Carmignani, Ugo Guanda Editore, 1996, ISBN 88-462-0348-8.